# Torneo Supercup 2001
Il Torneo Supercup 2001 si è svolto nel 2002, nell'impianto Volkswagenhalle, sito nella città di Braunschweig.

## Squadre partecipanti
1. Francia
2. Germania
3. Lituania
4. Jugoslavia

## Classifica
| -  | Team       |
| -- | ---------- |
| 1. | Jugoslavia |
| 2. | Francia    |
| 3. | Lituania   |
| 4. | Germania   |